# Eteinen (ö i Södra Savolax)
Eteinen är en ö i Finland. Den ligger i sjön Haukivesi och i kommunen Rantasalmi i den ekonomiska regionen  Nyslott  och landskapet Södra Savolax, i den sydöstra delen av landet, 280 km nordost om huvudstaden Helsingfors. Öns area är 9,6 hektar och dess största längd är 1 kilometer i sydöst-nordvästlig riktning.